# Outarde à miroir blanc
Afrotis afraoides
Espèce
Statut CITES
Statut de conservation UICN

 LC  : Préoccupation mineure
L'Outarde à miroir blanc (Afrotis afraoides, syn. Eupodotis afraoides) est une espèce d'oiseaux appartenant à la famille des Otididae.

## Description
Cet oiseau mesure 50 cm pour une masse de 700 g.

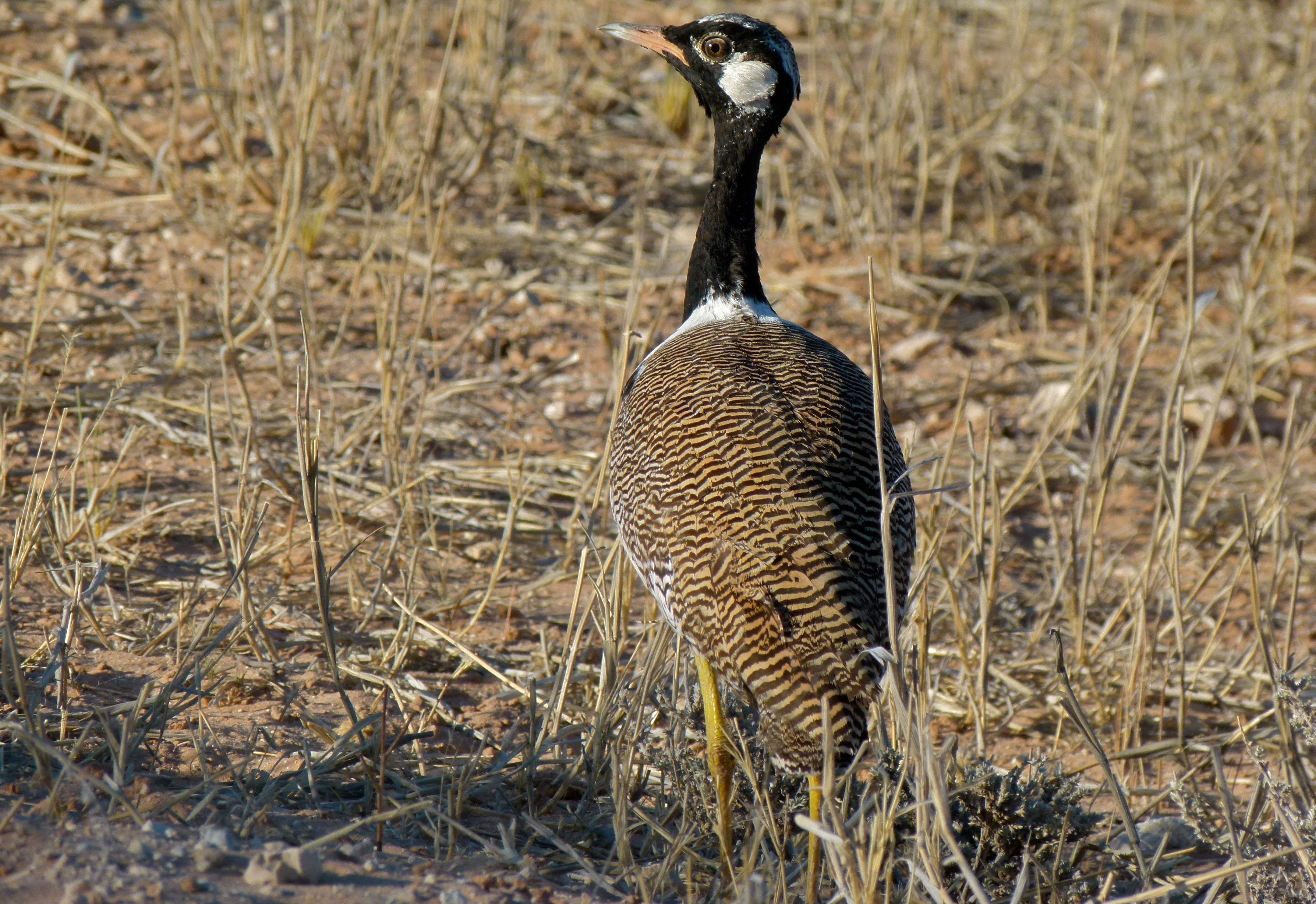
Outarde à miroir blanc ♂ (Parc transfrontalier de Kgalagadi, Afrique du Sud)
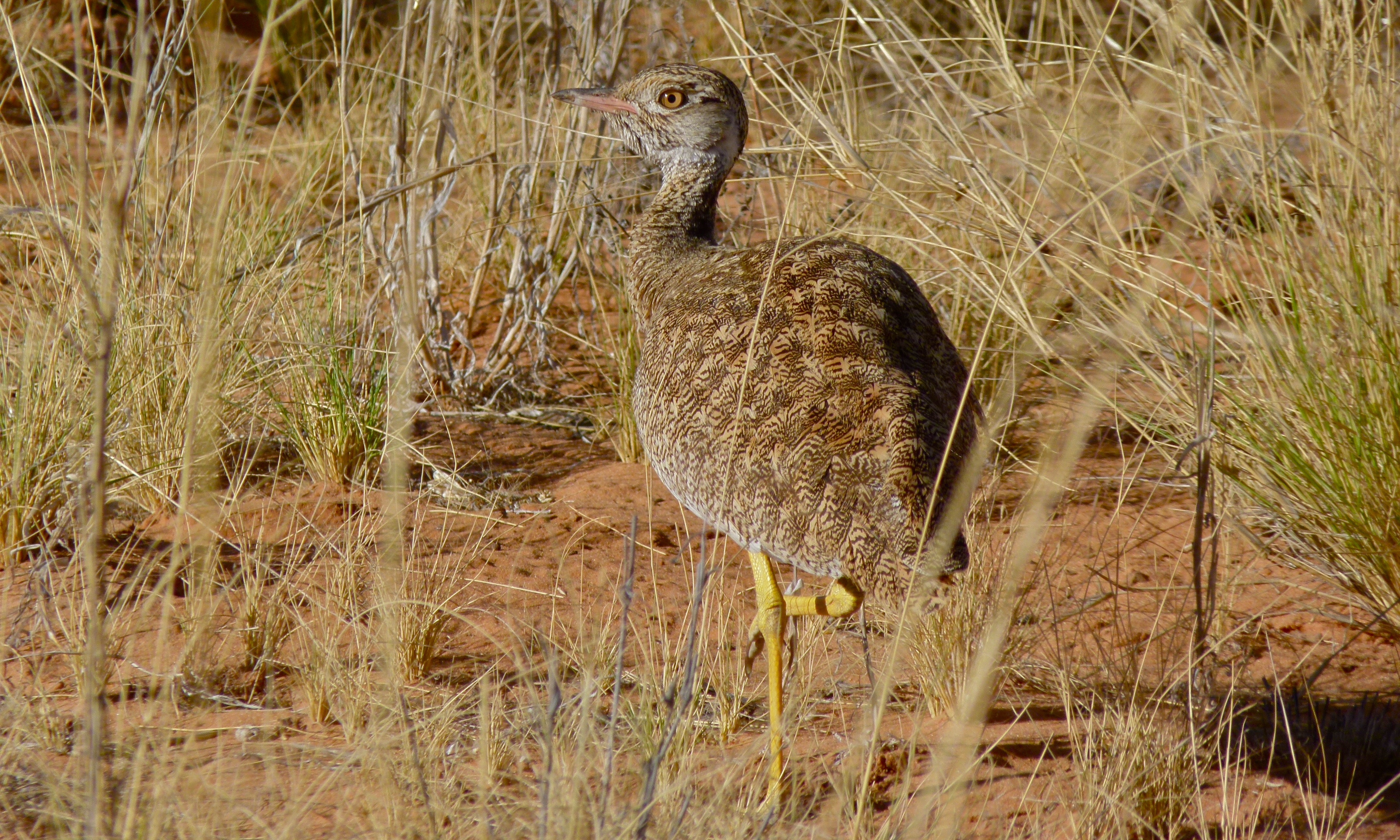
Outarde à miroir blanc ♀ (Parc transfrontalier de Kgalagadi, Afrique du Sud)

## Sous-espèces et répartition
D'après la classification de référence (version 5.2, 2015) du Congrès ornithologique international, cette espèce est constituée des sous-espèces suivantes (ordre phylogénique) :
- Afrotis afraoides etoschae (Grote, 1922) ; du nord-ouest de la Namibie et du nord du Botswana ;
- Afrotis afraoides damarensis Roberts, 1926 ; de Namibie et du centre du Botswana ;
- Afrotis afraoides afraoides (A. Smith, 1831) ; du sud-est du Botswana, du nord et du nord-est de l'Afrique du Sud et du Lesotho.

## Alimentation
Cet oiseau se nourrit d'une grande variété de plantes et d'animaux. Son régime est cependant dominé par des isoptères (surtout en mai et juin lorsque le termite Hodotermes mossambicus présente une activité maximale), des coléoptères curculionidés et des orthoptères.